# Paweł Dronia
Paweł Dronia (* 30. Juni 1989 in Opole) ist ein deutsch-polnischer Eishockeyspieler, der seit Juli 2024 bei den Bietigheim Steelers aus der DEL2 unter Vertrag steht und dort auf der Position des Verteidigers spielt. Zuvor war Dronia bereits für die Fischtown Pinguins Bremerhaven, Löwen Frankfurt und Ravensburg Towerstars in derselben Liga aktiv, in der er insgesamt dreimal Meister wurde. Ebenso spielte er annähernd 500 Partien in der Polska Liga Hokejowa (PLH), wo er im Jahr 2012 mit dem KH Sanok die Polnische Meisterschaft gewann.

## Karriere
Paweł Dronia begann seine Karriere in der schlesischen Großstadt Sosnowiec, wo er der Nachwuchsakademie des polnischen Eishockeyverbandes Szkoła Mistrzostwa Sportowego angehörte. Mit deren Mannschaft spielte der Verteidiger zwischen 2005 und 2007 in der zweitklassigen I liga. Von dort aus wechselte er im Sommer 2007 zum benachbarten Klub Zagłębie Sosnowiec aus der Polska Liga Hokejowa (PLH), wo er auf Anhieb zum Stammspieler avancierte. Nach drei Jahren bei Zagłębie verließ Dronia den Verein und schloss sich zur Saison 2010/11 dem Ligakonkurrenten Aksam Unia Oświęcim an. Obwohl das Team in dieser Spielzeit den dritten Platz belegt hatte, erhielt er keinen Anschlussvertrag bei dem Team aus Auschwitz. Der Abwehrspieler unterzeichnete daraufhin einen Vertrag beim amtierenden Pokalsieger KH Sanok. Der Wechsel zahlte sich für den Klub aus dem Karpatenvorland umgehend aus, da Sanok mit Dronia nicht nur den Pokalsieg verteidigte, sondern erstmals in seiner Klubgeschichte auch den Polnischen Meistertitel erringen.
Für die Saison 2013/14 wechselte der Pole, der durch seinen deutschen Pass keine Kontingentstelle belegte, zu den Schwenninger Wild Wings, die durch den Kauf der Lizenz der Hannover Scorpions wieder in der Deutschen Eishockey Liga (DEL) spielten. Nach einem Jahr, in dem er 49 DEL-Partien für die Wild Wings absolviert hatte, verließ er die Mannschaft aus Baden-Württemberg und wurde von den Fischtown Pinguins Bremerhaven aus der DEL2 verpflichtet. In Bremerhaven fand der Defensivspieler für zwei Jahre eine sportliche Heimat. Ab Mai 2016 spielte Dronia für den Ligakonkurrenten Löwen Frankfurt, mit denen er im Frühjahr 2017 die Meisterschaft der DEL2 gewann. Es folgte eine weitere Spielzeit mit Frankfurt in der DEL2, ehe der Verteidiger im Mai 2018 von den Ravensburg Towerstars unter Vertrag genommen wurde. In den Jahren 2019 und 2023 konnte er mit den Towerstars ebenfalls die DEL2-Meisterschaft gewinnen. Im Mai 2024 verließ der polnische Abwehrspieler den Verein nach insgesamt sechs Spielzeiten und schloss sich wenig später den Bietigheim Steelers an, die in die drittklassige Oberliga abgestiegen waren. Mit dem Team gelang dem Polen durch den Gewinn der Oberliga-Meisterschaft im Frühjahr 2025 die sofortige Rückkehr in die zweithöchste Spielklasse.

### International

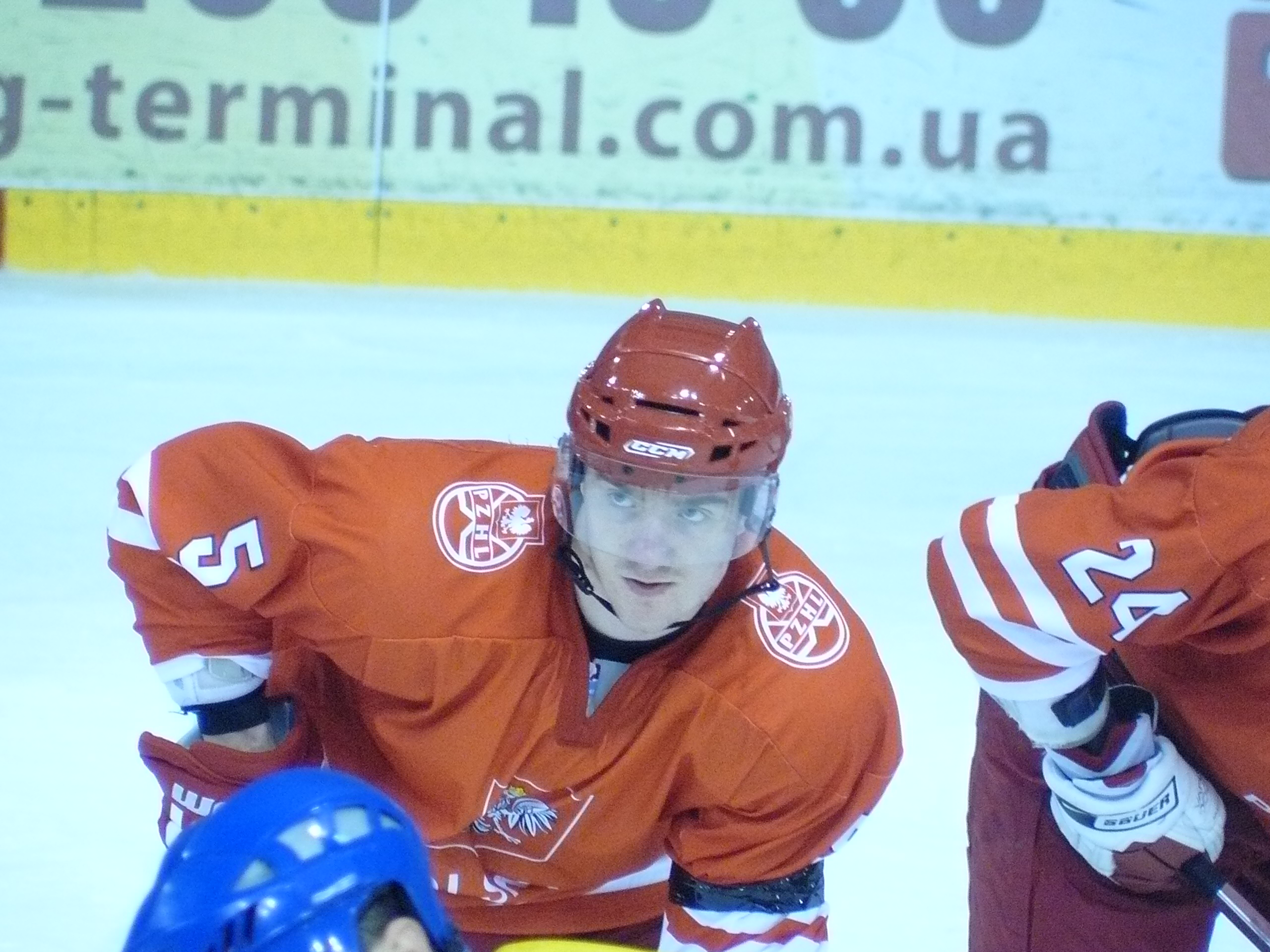
Dronia bei einem Länderspiel gegen die Ukraine (2010)

Für Polen nahm Dronia zunächst im Juniorenbereich an den U18-Junioren-Weltmeisterschaft der Division I in den Jahren 2006 und 2007 teil. Dabei sicherte er sich – obwohl Abwehrspieler – bei den Titelkämpfen im Jahr 2007 mit sechs Treffern den Titel des Torschützenkönigs. Zwischen den beiden Teilnahmen im U18-Jahrgang bestritt Dronia die U20-Junioren-Weltmeisterschaft 2007. Anschließend lief Dronia für die polnische U20-Auswahl bei den Austragungen der Jahre 2008 und 2009 auf – allesamt in der Division I.
Im Seniorenbereich stand der Verteidiger erstmals bei der Weltmeisterschaft der Division I 2008 im Aufgebot seines Landes. Es folgte drei Jahre später bei der Weltmeisterschaft 2011 eine weitere Teilnahme in der Division I. Nach der Modifizierung des Divisionensystems spielte Dronia mit der polnischen Nationalmannschaft bei den Weltmeisterschaften der Division IB in den Jahren 2012, 2013 und 2014. Dabei wurde er 2013 zum besten Abwehrspieler des Turniers gewählt, nachdem er die meisten Scorerpunkte unter allen Defensivspielern gesammelt hatte. Diese Spitzenposition verteidigte Dronia im folgenden Jahr, als er damit maßgeblichen Anteil am Aufstieg in die Division IA hatte.
Der Abwehrspieler verpasste nach dem Aufstieg erstmals nach vier Jahren wieder ein WM-Turnier und gehörte erst bei der Weltmeisterschaft der Division IA 2016 erneut zum Aufgebot. Diesen Wettbewerb schloss er zum dritten Mal als punktbester Verteidiger ab und wurde darüber hinaus ins All-Star-Team des Turniers gewählt. Im Anschluss absolvierte der Linksschütze die Weltmeisterschaft der Division IA 2018 und nach dem Abstieg im Vorjahr das Turnier der Division IB 2019. Auch bedingt durch die COVID-19-Pandemie kam Dronia erst wieder bei der Weltmeisterschaft der Division IA 2023 zu internationalen Einsätzen für sein Heimatland. Dabei gelang den Polen erstmals seit dem Abstieg im Jahr 2002 die Rückkehr in die Top-Division, bei der er schließlich 2024 antrat.
Weitere Einsätze für Polen absolvierte er bei den Olympia-Qualifikationen für die Winterspiele in Vancouver 2010, Sotschi 2014, Pyeongchang 2018 und Mailand 2026. Lediglich für die Winterspiele 2018 gelang ihm mit der Mannschaft der Gewinn einer Vorqualifikationsrunde. Ebenso bestritt Dronia den Baltic Challenge Cup 2023.

## Erfolge und Auszeichnungen
| - 2012 Polnischer Pokalsieger mit dem KH Sanok - 2012 Polnischer Meister mit dem KH Sanok - 2017 DEL2-Meister mit den Löwen Frankfurt | - 2019 DEL2-Meister mit den Ravensburg Towerstars - 2023 DEL2-Meister mit den Ravensburg Towerstars - 2025 Oberliga-Meister und Aufstieg in die DEL2 mit den Bietigheim Steelers |

### International
| - 2007 Bester Torschütze der U18-Weltmeisterschaft der Division I, Gruppe B - 2013 Bester Verteidiger der Weltmeisterschaft der Division IB - 2014 Aufstieg in die Division IA bei der Weltmeisterschaft der Division IB | - 2016 All-Star-Team der Weltmeisterschaft der Division IA - 2023 Aufstieg in die Top-Division bei der Weltmeisterschaft der Division IA |

## Karrierestatistik
Stand: Ende der Saison 2024/25

### International
Vertrat Polen bei:
| - U18-Junioren-Weltmeisterschaft der Division I 2006 - U20-Junioren-Weltmeisterschaft der Division I 2007 - U18-Junioren-Weltmeisterschaft der Division I 2007 - U20-Junioren-Weltmeisterschaft der Division I 2008 - Weltmeisterschaft der Division I 2008 - Qualifikationsturnier für die Olympischen Winterspiele 2010 - U20-Junioren-Weltmeisterschaft der Division I 2009 - Weltmeisterschaft der Division I 2011 - Weltmeisterschaft der Division IB 2012 - Qualifikationsturnier für die Olympischen Winterspiele 2014 | - Weltmeisterschaft der Division IB 2013 - Weltmeisterschaft der Division IB 2014 - Qualifikationsturnier für die Olympischen Winterspiele 2018 - Weltmeisterschaft der Division IA 2016 - Qualifikationsturnier für die Olympischen Winterspiele 2018 - Weltmeisterschaft der Division IA 2018 - Weltmeisterschaft der Division IB 2019 - Weltmeisterschaft der Division IA 2023 - Qualifikationsturnier für die Olympischen Winterspiele 2026 - Weltmeisterschaft 2024 |

(Legende zur Spielerstatistik: Sp oder GP = absolvierte Spiele; T oder G = erzielte Tore; V oder A = erzielte Assists; Pkt oder Pts = erzielte Scorerpunkte; SM oder PIM = erhaltene Strafminuten; +/− = Plus/Minus-Bilanz; PP = erzielte Überzahltore; SH = erzielte Unterzahltore; GW = erzielte Siegtore; 1 Play-downs/Relegation; Kursiv: Statistik nicht vollständig)